# Condado de Scotland (Carolina do Norte)
O Condado de Scotland é um dos 100 condados do estado americano da Carolina do Norte. A sede do condado é Laurinburg, e sua maior cidade é Laurinburg. O condado possui uma área de 830 km² (dos quais 4 km² estão cobertos por água), uma população de 35 998 habitantes, e uma densidade populacional de 44 hab/km² (segundo o censo nacional de 2000). O condado foi fundado em 1899.